# Montanhas Azuis (Austrália)
Montanhas Azuis (em inglês: Blue Mountains) é uma região montanhosa da Austrália. Ela faz fronteira com Sydney, e está localizada 50 km a oeste do centro de Sydney, perto de Penrith. O entendimento comum do tamanho das Montanhas Azuis é variado, já que ela é parte da grande área montanhosa associada com a cordilheira australiana. De acordo com a definição de 1970, a região das Montanhas Azuis faz fronteira com os rios Nepean e Hawkesbury ao leste, com o rio Coxs e o lago Burragorang ao oeste e sul, e com os rios Wolgan e Colo ao norte. Geograficamente, ela está situada na regial central da bacia de Sydney.
A extensão das Montanhas Azuis se extende da cordilheira e escarpas do planalto que saem da cordilheira australiana por 4.8 km ao noroeste da falha de Wolgan até 96 km mais ou menos ao sudeste, terminando em Emu Plains. Em mais ou menos dois terços de seu comprimento, é atravessada pela Great Western Highway e pela Main Western Railway, e será atravessada pelo túnel das Montanhas Azuis, quando completo. Há muitos povoados na região, como Katoomba, Blackheath, Mount Victoria e Springwood. Sua cordilheira forma a bacia hidrográfica entre o rio Coxs ao sul e os rios Grose e Wolgan ao norte. A cordilheira engloba as cordilheiras do Explorador e de Bell.
A área das Montanhas Azuis inclui o governo local da cidade de Blue Mountains. Desde o início da década de 2010, a biodiversidade e infraestrutura da região vêm sendo afetadas severamente por grandes queimadas. Em 2018, 84 milhões de pessoas visitaram o local. As florestas de basalto das Montanhas Azuis e dos Planaltos do Sul são uma comunidade florestal proiminente dentro da ecoregião.

## Etimologia
Em 1788, logo após a chegada dos europeus na região de Sydney, Arthur Phillip nomeu a área de Colinas de Carmarthen e Lansdowne. As colinas de Carmarthen estavam ao norte, e as de Lansdowne ao sul. Porém, a área logo passou a ser chamada de Montanhas Azuis, pela tonalidade que ela adquiria quando vista de longe. Acredita-se que a explicação para a cor seja a teoria de Mie, onde luz com comprimentos de onda mais curtos é espalhada pelas partículas da atmosfera, dando uma tonalidade azul-acizentada para objetos distantes, incluindo montanhas e nuvens. Terpenoides voláteis emitidos em grandes quantidades pelas muitas árvores de eucalipto na região podem causar o espalhamento da luz, dando assim a cor azulada para névoa, que dá nome ao local.

## Galeria

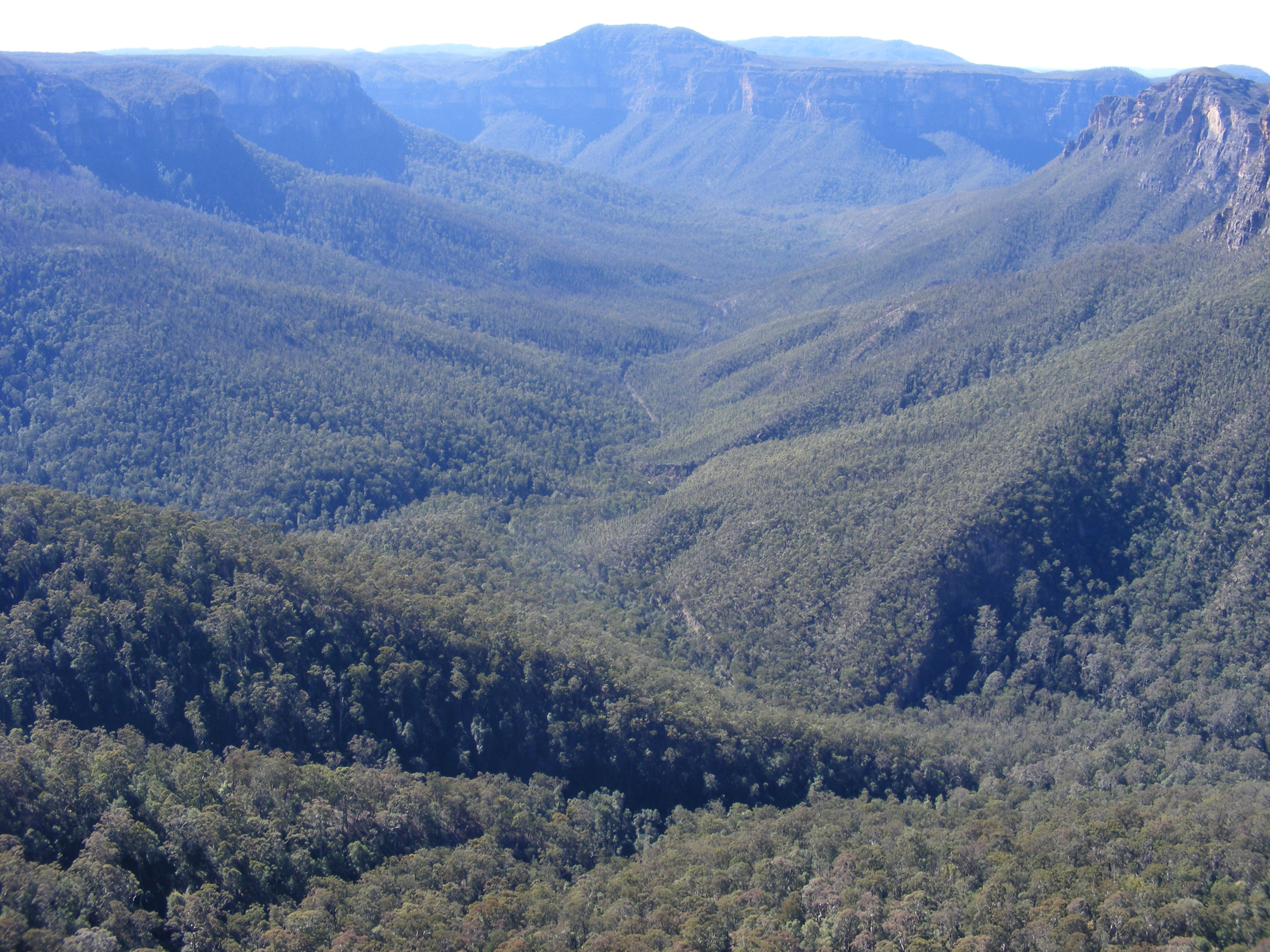